# Fundusz gromadzki
Fundusz gromadzki – lokalny instrument finansowy istniejący w latach 1958–1984, którego celem było wspieranie działań służących poprawie warunków życia gospodarczego i kulturalnego mieszkańców wiejskich w gromadzie.

## Ustanowienie funduszu
Na podstawie ustawy z 1958 r. o funduszu gromadzkim na niektóre cele miejscowe ustanowiono fundusz.

## Obowiązek świadczenia pieniężnego
Obowiązek świadczenia pieniężnego dotyczył:
- gromadzkich rad narodowych, które mogły podjąć uchwałę, że zamiast wpłat na fundusz będą świadczyć w całości lub części obowiązkowo określoną liczbę dniówek pracy niewykwalifikowanej.
- prezydiów gromadzkiej rady narodowej, które mogły zobowiązać osoby, posiadające sprzężaj, do świadczenia zamiast wpłat na fundusz, podwód do przewozu nauczycieli i członków ich rodzin do lekarza lub szpitala oraz osób nie posiadających własnych środków transportowych do lekarza lub zakładów zamkniętych służby zdrowia albo zakładów pomocy społecznej.
- osób zobowiązanych do świadczenia pieniężnego, które zamiast wpłat na fundusz, mogły za zgodą prezydium gromadzkiej rady narodowej świadczyć nieodpłatnie określoną liczbę dniówek pracy niewykwalifikowanej.
- wpłat równowartości pieniężnej (zamiennik) dniówki pracy niewykwalifikowanej oraz świadczenia podwody uchwalano w zależności od warunków miejscowych przez gromadzkie rady narodowe.

## Przeznaczenie funduszu
Fundusz przeznaczony był na zaspokojenie potrzeb miejscowych gromady, a mianowicie:
- na budowę, utrzymanie, wyposażenie i remont dróg i mostów lokalnych, ulic i placów,
- urządzeń komunalnych, kulturalno-oświatowych i przeciwpożarowych,
- drobnych zakładów produkcyjnych i usługowych, służących potrzebom mieszkańców gromady,
- na pomoc w realizacji czynów społecznych podejmowanych przez zebrania wiejskie lub organizacje społeczne działające na terenie gromady.

## Zobowiązania do wpłat na fundusz
Obowiązkowi wpłat na fundusz podlegały:
- właściciele lub użytkownicy, posiadacze lub dzierżawcy, położonych na terenie gromady indywidualnych gospodarstw rolnych, działek przyzagrodowych lub gruntów rolnych,
- właściciele budynków nie związanych z gospodarstwem rolnym lub gruntów nie zabudowanych, nie wchodzących w skład gospodarstwa rolnego, z wyjątkiem budynków i gruntów stanowiących własność Państwa i pozostających we władaniu jednostek budżetowych,
- prywatne przedsiębiorstwa przemysłowe, handlowe i usługowe,
- rzemieślnicy i inne osoby wykonujące na terenie gromady zajęcia zawodowe oraz wszelkie inne zatrudnienia o celach zarobkowych;
- położone na terenie gromady rolnicze spółdzielnie produkcyjne, państwowe gospodarstwa rolne i leśne i inne jednostki gospodarki uspołecznionej.

## Wysokość stawek wpłat na fundusz
Wysokość stawek wpłat na fundusz dla poszczególnych grup, określała w drodze uchwały gromadzka rada narodowa.
Wpłaty w stosunku rocznym wynosiły:
- od indywidualnych gospodarstw rolnych, działek przyzagrodowych lub gruntów rolnych – od 1% do 4% przychodowości ustalonej dla celów podatku gruntowego za rok poprzedzający rok obowiązku uiszczenia wpłaty;
- od budynków nie związanych z gospodarstwem rolnym – od 10 zł do 20 zł od każdej izby, a od gruntów nie zabudowanych (działki budowlane), nie wchodzących w skład gospodarstwa rolnego – od 2 zł do 4 zł od każdych 100 m² powierzchni gruntów;
- od prywatnych przedsiębiorstw przemysłowych, handlowych i usługowych, zarówno obowiązanych do uzyskania karty rejestracyjnej, jak i od tego obowiązku zwolnionych – od 2 do 4-krotnej ceny należnej za kartę rejestracyjną;
- od rzemieślników i innych osób, wykonujących zajęcia zawodowe i wszelkie inne zatrudnienia o celach zarobkowych:
- od rolniczych spółdzielni produkcyjnych – od 10 zł do 20 zł od 1 ha fizycznego gruntu, nie więcej jednak niż średnia wysokość od 1 ha fizycznego gruntów dla indywidualnych gospodarstw rolnych,
- od państwowych gospodarstw rolnych – stała stawka 15 zł od 1 ha fizycznego gruntu,
- od państwowych gospodarstw leśnych – stała stawka 4 zł od 1 ha fizycznego gruntów leśnych i użytków rolnych;
- od innych jednostek spółdzielczych i państwowych od 10 zł do 20 zł od każdego stałego pracownika zatrudnionego w przedsiębiorstwie przemysłowym oraz od 20 zł do 40 zł od każdego stałego pracownika zatrudnionego w przedsiębiorstwie handlowym lub usługowym.

## Zniesienie funduszu
Na podstawie ustawy z 1984 r. o funduszu gminnym i funduszu miejskim zniesiono fundusz gromadzki